# Platyischnopus gracilipes
Platyischnopus gracilipes är en kräftdjursart. Platyischnopus gracilipes ingår i släktet Platyischnopus och familjen Platyischnopidae. Inga underarter finns listade i Catalogue of Life.